# 重盛啓之の元気! Mori Mori
『重盛啓之の元気! Mori Mori』（しげもりひろゆきのげんき! モリ モリ）は、1998年10月から2002年3月まで中部日本放送（CBCラジオ）で放送されていたラジオ番組。

## 概要
- 重盛啓之（CBCアナウンサー）が、お昼から夕方まで元気モリモリなる情報をお届けする、ラジオ番組。

## 出演者
- 重盛啓之（メインパーソナリティー）
- 平野裕加里（アシスタント）

## 放送時間
毎週月曜日～金曜日
- 15:20 - 19:00（1998年10月 - 1999年3月、1999年10月 - 2000年3月）
- 15:30 - 18:00（1999年4月 - 1999年9月、2000年10月 - 2002年3月）
- 15:20 - 18:00（2000年4月 - 2000年9月）

| 中部日本放送 月曜 - 金曜 15:20 - 15:30                 | 中部日本放送 月曜 - 金曜 15:20 - 15:30                 | 中部日本放送 月曜 - 金曜 15:20 - 15:30 |
| 前番組                                                 | 番組名                                                 | 次番組                                 |
| ------------------------------------------------------ | ------------------------------------------------------ | -------------------------------------- |
| -                                                      | 重盛啓之の元気! Mori Mori - （1998年10月 - 1999年3月） | 小堀さんのRadio DAYS - ※12:00 - 15:30  |
| 中部日本放送 月曜 - 金曜 15:30 - 16:00                 |                                                        |                                        |
| レギュラー満タン!ラジオジャンクション - ※15:30 - 18:00 | 重盛啓之の元気! Mori Mori - （1998年10月 - 2002年3月） | -                                      |
| 中部日本放送 月曜 - 金曜 16:00 - 17:53( - 18:00)       |                                                        |                                        |
| レギュラー満タン!ラジオジャンクション                  | 重盛啓之の元気! Mori Mori - （1998年10月 - 2002年3月） | 小堀勝啓の心にブギウギ!                |